# Spondianthus preussii
Spondianthus preussii là một loài thực vật có hoa trong họ Diệp hạ châu. Loài này được Engl. miêu tả khoa học đầu tiên năm 1905.